# تومور موسینی
تومور موسینی (انگلیسی: Mucinous neoplasm) رشد غیرطبیعی و بیش از حد بافت (نئوپلازی) همراه با موسین (مایعی شبیه به کلوئید غده تیروئید) است. این تومور از سلول‌های اپیتلیومی که اعضای داخلی بدن و پوست خاص را می‌پوشانند و موسین (جزء اصلی مخاط) تولید می‌کنند، ایجاد می‌شود. اگر تومور موسینی بدخیم باشد، به آن کارسینوم موسینی گفته می‌شود. به عنوان مثال، تومورهای موسینی تخمدان، تقریباً ۷۵٪ خوش‌خیم، ۱۰٪ بینابینی و ۱۵٪ بدخیم هستند.

## کارسینوم موسینی
بیش از ۴۰ درصد از همه کارسینوم‌های موسینی در رودۀ بزرگ و راست‌روده یافت می‌شوند.
زمانی که کارسینوم موسینی در داخل پوست یافت می‌شود، معمولاً توده‌ای گرد، برجسته، قرمزرنگ و گاهی زخم‌مانند است که معمولاً روی سر و گردن قرار دارد.: ۶۶۹ 

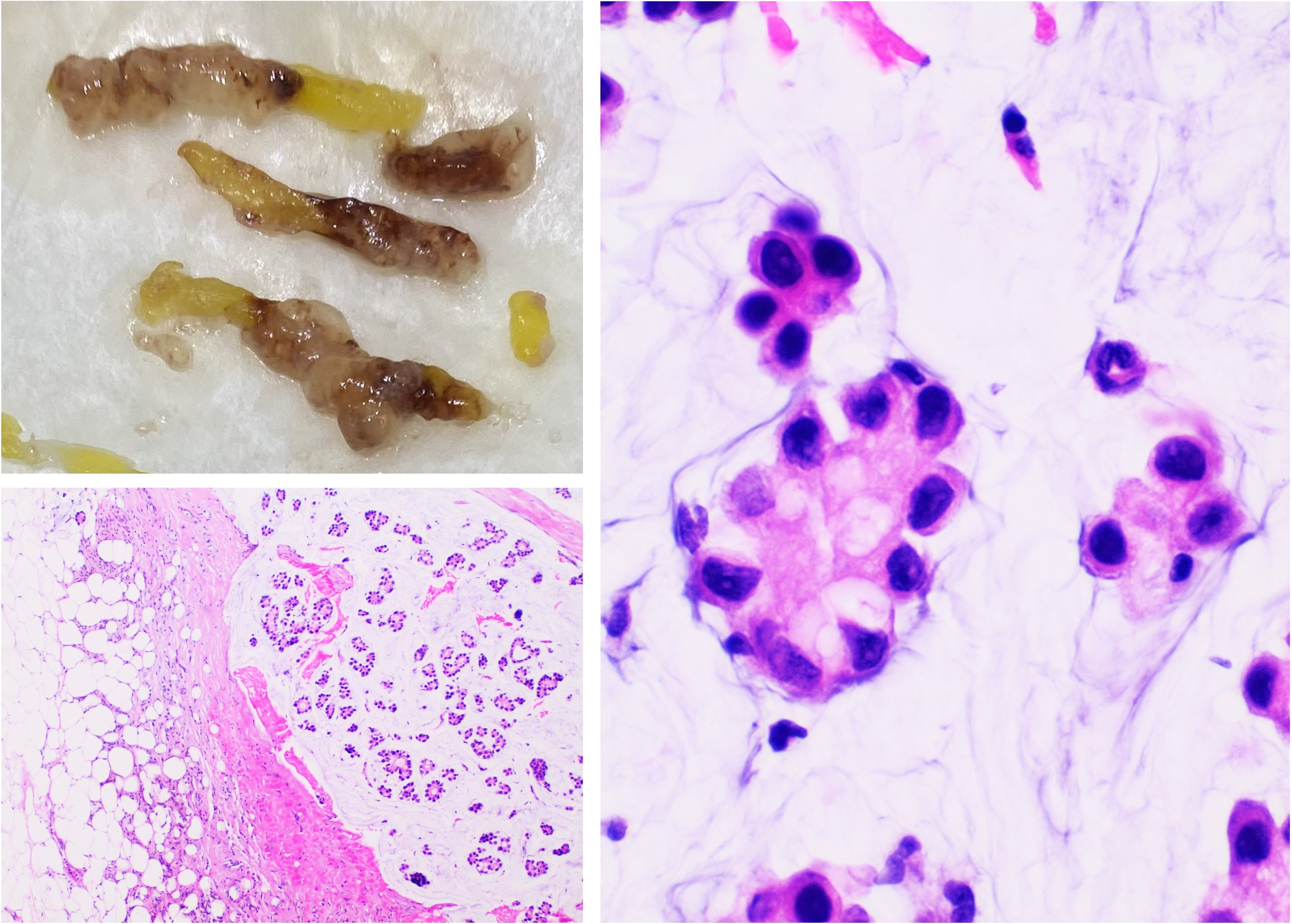
کارسینوم موسینی پستان: آسیب‌شناسی ماکروسکوپی (بالا سمت چپ) کارسینوم موسینی نواحی ژلاتینی را نشان می‌دهد. بررسی بافت‌شناسی خوشه‌ها یا لانه‌های سلول‌های تومور را نشان می‌دهد که در حوضچه‌های موسین برون‌سلولی شناور هستند.